# Duque de Guimarães
Duque de Guimarães foi um título criado pelo rei D. Afonso V, em 1475 a favor de D. Fernando II, 3.º Duque de Bragança. Fora originalmente criado em 1464, como condado, mas logo elevado a ducado, tendo pertencido à Casa de Bragança até ao Duque D. Teodósio I, data em que se tornou, pelo casamento da sua irmã Isabel de Bragança, pertença da Família Real Portuguesa.

## Condes de Guimarães
1. D. Fernando de Bragança, 3.º Duque de Bragança (1464-1475).

## Duques de Guimarães
1. D. Fernando de Bragança, 3.º Duque de Bragança (1475-1484);
2. D. Jaime de Bragança, 4.º Duque de Bragança;
3. D. Teodósio de Bragança, 5.º Duque de Bragança;
4. D. Duarte de Portugal, Infante de Portugal;
5. D. Duarte de Portugal, Infante de Portugal;
6. D. João de Bragança, 8.º Duque de Bragança.

## Reivindicações pós-Monarquia
Dos ramo familiar dos descendentes do ex-infante D. Miguel, pretenderam ao Ducado de Guimarães:
1. Aldegundes de Bragança, condessa de Bardi por casamento;
2. Duarte Pio de Bragança, atual pretendente ao trono português;
3. Afonso de Santa Maria de Bragança, príncipe da Beira, filho do precedente.[1]